# Kamptz (Adelsgeschlecht)

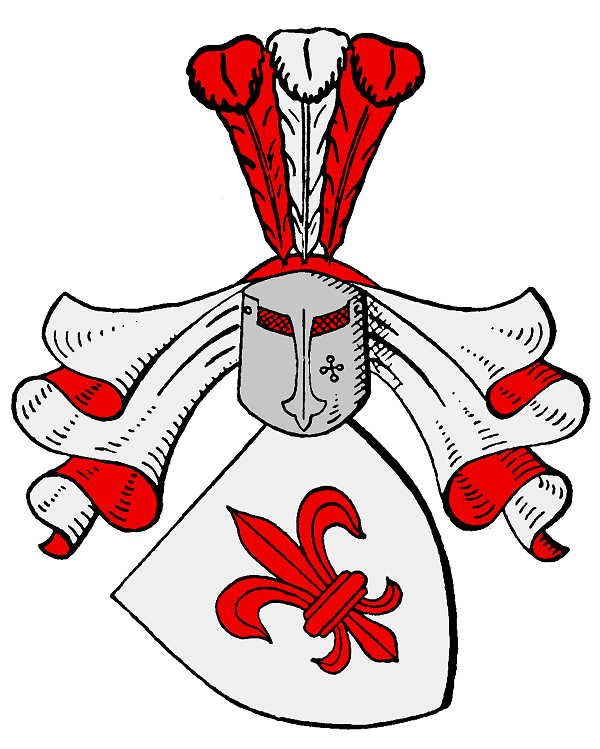
Wappen derer von Kamptz

Kamptz ist der Name eines alten, ursprünglich mecklenburgischen Adelsgeschlechts. Die Familie, deren Zweige zum Teil bis heute bestehen, gehört zum Uradel in der Grafschaft Schwerin und gelangte später auch in Pommern, Sachsen, Schlesien und der Neumark zu Besitz und Ansehen. Stammesverwandtschaft besteht zu einer Linie, die im 19. Jahrhundert eine preußische Adelslegitimation erhielt.

## Geschichte

### Herkunft

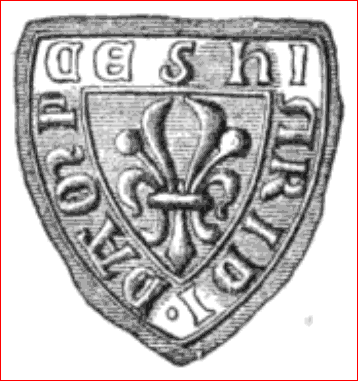
Siegel des Hinrik Kampzen (Heinrich von Kamptz) an einer Urkunde vom 7. Juni 1356 anlässlich eines Friedensschlusses seiner Lehnsherren der Fürsten von Werle (u. a. Bernhard von Werle) mit den Herzogen von Mecklenburg Albrecht und Johann.

Erstmals urkundlich erwähnt wird das Geschlecht mit dominus Tessemarus de Campitz am 17. September 1286 zu Rostock. In der Urkunde bestätigt Heinrich, Fürst von Werle, für sich und im Namen der Fürsten von Rostock dem Kloster Neuenkamp die bereits von seinem Onkel, dem Fürsten Borwin von Rostock, verliehene Befreiung vom Durchgangszoll in Marlow. Tessemarus wird darin als Zeuge genannt. Die ununterbrochene Stammreihe der Familie beginnt mit Heinrich von Kamptz, Rat und Vasall des Fürsten Bernhard von Werle, der von 1353 bis 1359 in Urkunden erscheint.
Das gleichnamige Stammhaus der Familie lag in der ehemaligen Grafschaft Schwerin. Die Ortschaft war aber schon beim ersten Auftreten der Familie Ende des 13. Jahrhunderts nicht mehr in deren Besitz. Vor allem in früher Zeit wechselt die Schreibweise des Namens häufig von Kamptz, Kampz, Kampzen, Kamzen, Camzen, Campz und Campzow.

### Ausbreitung und Linien
Bereits Anfang des 14. Jahrhunderts teilte sich das Geschlecht in zwei Hauptlinien, von denen die ältere Linie noch in der zweiten Hälfte des 14. Jahrhunderts ausstarb. Die jüngere Hauptlinie teilte sich Mitte des 17. Jahrhunderts ebenfalls in zwei Linien mit den Häusern zu Dratow und Deven (heute Ortsteil von Groß Plasten).
Ein Zweig kam Mitte des 17. Jahrhunderts in den Odenwald. Hans Joachim von Kamptz heiratete 1643 Anna Maria Bibiana von Rodenstein, die Erbtochter und letzte Namensträgerin dieser alten Familie. Hans Joachim wurde nach der Heirat Mitglied der Reichsritterschaft im Ritterkanton Odenwald des Fränkischen Ritterkreises. Sein Enkel Johann Raab von Haxthausen (1665–1713) war kurpfälzischer General-Feldzeugmeister und kaiserlicher Feldmarschallleutnant.
Hans von Kamptz, ein Urenkel des Stammvaters Heinrich von Kamptz, erscheint 1444 und 1474 urkundlich als Herr auf Dratow und Langwitz (heute Ortsteil von Schwinkendorf). Dessen Enkel Jürgen von Kamptz starb 1574 als Herr auf Dratow und Karnitz (heute Ortsteil von Neukalen). Er war zweimal verheiratet, in erster Ehe mit einer Tochter der Adelsfamilie von Wotzenitz aus dem Haus Karnitz und in zweiter Ehe mit Anna von Buggenhagen. Sein Enkel Eggerd von Kamptz, Sohn des Hans von Kamptz (* 1541) und seiner Frau Elisabeth von Horn, war der Stammvater der beiden Linien des Geschlechts. Eggert starb 1607 als Herr auf Deven und Klein-Plasten (heute Ortsteil von Groß Plasten) und hinterließ aus seiner Ehe mit Marie Erdmuthe von Blixen die beiden Söhne Philipp Ernst und Christoph Altwig.

#### Erste Linie
Philipp Ernst von Kamptz (1604–1671), Herr auf Klein Plasten, heiratete Margarethe von Wakenitz und begründete die erste Linie. Christoph Albrecht von Kamptz (1712–1765), ihr Nachkomme in der dritten Generation, wurde Ritterschaftsdeputierter und war Herr auf Groß und Klein Dratow, Groß und Klein Plasten, Rockow, Eichhof und Schwasdorf in Mecklenburg. Er heiratete 1739 Sophie Charlotte von Schuckmann (1719–1778). Ihre Söhne Christoph Albrecht, Joachim Friedrich und Gustav Ernst teilten die erste Linie in drei weitere Äste.

##### Erster Ast
Der Stifter des ersten Astes Christoph Albrecht von Kamptz (1741–1816), Herr auf Groß und Klein Dratow, Sophienhof, Alt und Neu Sapshagen (heute Ortsteile von Klocksin), wurde herzoglich mecklenburg-strelitzer Oberkammerherr, Minister und Kammerpräsident. Aus seiner 1767 geschlossenen Ehe mit Louise Friederike Amalie von Dorne (1751–1800) kamen die Söhne Karl Christoph Albert und Bernhard Joachim Ulrich. Die zwei Söhne waren die Begründer der beiden Zweige des ersten Astes.
Karl Christoph Albert von Kamptz (1769–1849), der Sohn des Gründers des ersten Zweiges, starb 1849 als königlich preußischer Geheimer Staats- und Justizminister und Ritter des Schwarzen Adlerordens. Er hinterließ aus seiner 1802 geschlossenen Ehe mit Hedwig Susanne Luzie von Bülow (1783–1847) zwei Söhne und eine Tochter. Albert Ludwig von Kamptz (1810–1884), der jüngste Sohn des Paares, starb 1884 als königlich preußischer Wirklicher Geheimer Oberregierungsrat und Regierungspräsident zu Erfurt, Dechant des Domstifts Naumburg, Ehrenritter des Johanniterordens und Mitglied des Preußischen Herrenhauses.
Bernhard Joachim Ulrich von Kamptz (* 1781), der Gründer des zweiten Zweiges, starb 1855 als großherzoglich mecklenburg-strelitzer Kammerherr, Oberlanddrost und Ehrenritter des Johanniterordens. Dessen Sohn Karl Ludwig Georg von Kamptz (1808–1870) wurde königlich preußischer Geheimer Legationsrat und Bevollmächtigter Minister zu Hamburg. Er heiratet 1842 in zweiter Ehe Helene Freiin von Schleinitz. Ihre gemeinsame Tochter Louise Bernhardine Karoline von Kamptz (* 1841) war die Frau von Carl Wilhelm von Zehender (1819–1916), Obermedizinalrat und Professor an der Universität Rostock.

##### Zweiter Ast
Der Stifter des zweiten Astes der ersten Linie Joachim Friedrich von Kamptz (* 1742), Herr auf Stadthof im Landkreis Friedeberg in der Neumark und später zu Rahnisdorf und Buckau im Landkreis Schweinitz, starb 1809 als herzoglich mecklenburg-schweriner Hauptmann außer Dienst. Die drei Söhne aus seiner 1772 geschlossenen Ehe mit Henriette Tugendreich Christiane Freiin von Rechenberg aus dem Haus Schönberg (1749–1807) Karl Heinrich Albert, Hans Wolf und Friedrich August teilten den zweiten Ast in drei Zweige.
Karl Heinrich Albert von Kamptz (* 1773), der Gründer des ersten Zweiges, starb 1825 als königlich preußischer Steuerrat, Oberzollinspektor zu Naumburg an der Saale und Major außer Dienst. Er heiratete 1804 Louise Karoline Albertine von Kamptz und konnte den Zweig mit drei Söhnen fortsetzen. Sein Sohn Friedrich Adolf von Kamptz (* 1806) starb 1888 als königlich preußischer Stadt- und Landgerichtsrat zu Görlitz und dessen jüngerer Bruder Kurt Karl von Kamptz (* 1814) starb 1877 als königlich preußischer Oberregierungsrat und Vortragender Rat im Ministerium für Landwirtschaft, Domänen und Forsten sowie Mitglied des Oberverwaltungsgerichts.
Hans Wolf von Kamptz (1763–1831), der Gründer des zweiten Zweiges, wurde preußischer Major im 8. Leib-Infanterie-Regiment. Er hinterließ aus seiner 1817 geschlossenen Ehe mit Antoinette von Oertzen (1799–1863) einen Sohn und eine Tochter.
Gustav Ernst von Kamptz (1763–1823), der Gründer des dritten Zweiges, war Herr auf Klein Plasten (bis 1785), Rockow und Eickhof (bis 1789). Er starb 1823 als herzoglich mecklenburg-strelitzer Kammerherr, Landdrost und Oberhauptmann zu Mirow. Aus seiner 1787 geschlossenen Ehe mit Sophie Elenore Elisabeth von Holstein (1768–1839), einer Hofdame der Prinzessin Christiane von Mecklenburg-Strelitz, kam der Sohn Georg Eduard Magnus von Kamptz (1791–1854). Georg Eduard Magnus, Herr auf Zöbelwitz, Kuschwitz, Baesau (bis 1848) und Schlatzmann im Landkreis Freistadt in Schlesien und großherzoglich mecklenburg-strelitzer Major, heiratete 1812 Hedwig von Zülow und konnte den Zweig mit sechs Söhnen und vier Töchtern fortsetzen. Vier Söhne dienten als Offiziere in der Preußischen Armee. Der jüngste Sohn Wilhelm Mathias Adolf von Kamptz (* 1831) starb 1893 als preußischer Oberst außer Dienst und war zuletzt Kommandeur des Landwehrbezirks Sondershausen. Sein älterer Bruder Ludwig Karl Adolf von Kamptz (1820–1890) wurde k.u.k. Major und diente zuletzt im 6. Dragonerregiment.

#### Zweite Linie
Christoph Altwig von Kamptz († 1688), Herr auf Deven und Plasten, heiratete um 1645 Agathe Margarethe von Platen aus dem Haus Granskewitz und begründete die zweite Linie. Eggart Christoph von Kamptz (1667–1738), der Sohn des Paares, Herr auf Devern, hinterließ aus der 1704 geschlossenen Ehe mit Margarethe Dorothea von Bohlen (1671–1730) einen männlichen Spross Joachim Ernst von Kamptz (1717–1780). Dessen Sohn August Ernst von Kamptz (* 1757) starb 1817 als preußischer Generalmajor und Kommandant der Festung Cosel.
Wilhelm Adolf Ernst von Kamptz (1807–1889), August Ernst einziger Sohn aus seiner zweiten 1798 geschlossenen Ehe mit Karoline Juliane de l’Homme de Courbière (1775–1843), starb als preußischer Generalmajor außer Dienst. Zuletzt diente er als Oberst und Kommandeur des 8. Festungsartillerie-Regiments. Seine erste Frau Luitgarde Hulda Ferdínande Henriette de l’Homme de Courbière (* 1820), die er 1838 ehelichte, verstarb bereits 1844. Johanne Ernestine von Velten (* 1825), seine zweite Ehefrau, heiratete er 1846. Das Paar hatte vier Söhne und drei Töchter. Von den Töchtern wurde Luitgarde Margarethe Karoline von Kamptz (* 1844) Vorsteherin des Diakonissenhauses in Frankfurt am Main. Sohn Oltwig Wilhelm Adolf von Kamptz (1857–1921) war Generalmajor und Kommandeur der Kaiserlichen Schutztruppe für Kamerun.

### Besitzungen
Die Familie saß in Mecklenburg bereits ab 1404 zu Groß und Klein Dratow, in Gutow ab 1406, zu Lanckwitz und Rambow ab 1444 sowie zu Groß und Kleinplasten ab 1450. Während des 16., 17. und 18. Jahrhunderts kamen noch Dratow und Sophienhof hinzu.
Das Stammhaus in Pommern war Pentin (heute Ortsteil von Gützkow) nahe bei Greifswald, ein Gut, das dem Geschlecht noch 1640 zustand. Mitte des 19. Jahrhunderts war die Familie in Preußen auch zu Schlatzmann im Landkreis Glogau und Nieder Hapersdorf im Landkreis Goldberg besitzlich.

### Familienverband
Am 1. November 1900 wurde ein Familienverband gegründet.

## Briefadelige Linie
August (* 1811), der natürliche Sohn des preußischen Majors August von Kamptz (1783–1847), als preußischer Oberstleutnant a. D., und der Wilhelmine Melan aus Friedeberg in der Neumark, erhielt am 8. Juli 1822 zu Berlin, unter Beilegung des väterlichen Namens und Wappens, eine preußische Adelslegitimation.

## Wappen

### Familienwappen
Das Wappen zeigt in Silber eine rote Lilie. Auf dem Helm mit rot-silbernen Helmdecken drei (rot-silber-rot) Straußenfedern.
Nach 1616 scheint in der Helmzier („zum Gedächtnis des Missgeschicks von 1550“) die Farbe der weißen bzw. silbernen Feder in schwarz geändert worden zu sein:

„Es besteht dasselbe in einer rothen heraldischen Lilie (Schwerdtlilie) in einem silbernen Französischen Schilde; den Helmschmuck bilden drei Straussfedern, deren mittlere schwarz und die beiden anderen roth sind. Die Helmdecken sind roth, silbern und schwarz. Die Farben der Lilie und des Schildes sind stets roth und silbern gewesen, die drei Straussfedern dagegen wurden nach der Angabe des Levin Kamptz noch 1616 weiss und die Helmdecken weiss-roth geführt….“

### Wappensage
Einer Überlieferung nach soll ein Herzog Johann von Mecklenburg zum Studium der Theologie nach Paris gegangen sein. Dort lernte er den Grafen von Marseille und den Prinzen von Zypern sowie einen Grafen von Henneberg kennen. Die jungen Leute schlossen einen engen Freundschaftsbund. Um diesen fester zu knüpfen, versprach Johann den beiden ersten seine zwei Schwestern zu Gemahlinnen und er selbst verlobte sich mit der Schwester des Hennebergers. Bereits nach einem Jahr wurde der Graf von Marseille von seinem Bruder ermordet und dessen Frau gefangen genommen. Ein Ritter ihres Gemahls mit dem Namen de Champs befreite sie aus dem Kerker und führte sie zurück nach Mecklenburg. Ihr Bruder Johann gab sie aus Dankbarkeit dem Franzosen zur Gemahlin, der seinen Namen de Champs in Kamptz änderte und die Lilie zur Erinnerung an seine Heimat in sein Wappenschild setzte.

## Bekannte Familienmitglieder
- Adolf Friedrich von Kamptz († nach 1838), deutscher Generalmajor
- August Ernst von Kamptz (1757–1817), preußischer Generalmajor
- Carl von Kamptz (1808–1870), preußischer Diplomat und Verwaltungsjurist
- Edith Meyer von Kamptz (1884–1969), deutsche Malerin und Bildhauerin
- Friedrich von Kamptz (1843–1912), preußischer Generalleutnant
- Fritz von Kamptz (1866–1938), deutscher Porträtist und impressionistischer Landschaftsmaler
- Gerhard von Kamptz (1902–1998), deutscher Kapitän zur See
- Gustav Ernst von Kamptz (1763–1823), deutscher Verwaltungsjurist, Botaniker und Entomologe
- Jürgen von Kamptz (1891–1954), deutscher SS-Obergruppenführer und General der Polizei
- Karl Albert von Kamptz (1769–1849), deutscher Jurist und preußischer Staats- und Justizminister
- Ludwig von Kamptz (1810–1884), preußischer Beamter und Abgeordneter
- Oltwig von Kamptz (1857–1921), deutscher Offizier und Kommandeur der Kaiserlichen Schutztruppe in Kamerun
- Wilhelm von Kamptz (1807–1889), preußischer Generalmajor